# Liste des députés flamands (2014-2019)
Pour les articles homonymes, voir Liste des députés flamands.
2014-2019
8e 10e
Liste des 124 députés pour la législature 2014-2019 au parlement flamand:
- 118 députés élus au suffrage universel direct par les habitants de la Région flamande,
- 6 députés élus par les habitants de la Région de Bruxelles-Capitale.

En son sein ou au sein du groupe linguistique néerlandophone du parlement de la Région de Bruxelles-Capitale, 29 députés () - dont au moins un domicilié à Bruxelles - sont délégués comme sénateurs de Communauté au Sénat fédéral, comme suit:
| législature | partis | partis | partis | partis  | partis | partis |
| .           | N-VA   | CD&V   | Sp.a   | OpenVLD | VB     | Groen! |
| 54e         | 10     | 7      | 4      | 4       | 2      | 2      |
| ----------- | ------ | ------ | ------ | ------- | ------ | ------ |

Cette liste comporte la dernière composition connue avant les élections de 2019.

## Bureau
- Jan Peumans (N-VA), président du parlement
- Joke Schauvliege remplace (13.2.19) Peter Van Rompuy (22.09.2014) remplace Jos De Meyer (CD&V), 1er vice-président
- Wilfried Vandaele (N-VA), 2e vice-président
- Marino Keulen (15.10.2014) remplace Bart Somers (OpenVLD), 3e vice-président
- Caroline Gennez (22.09.2014) remplace Renaat Landuyt (Sp.a), 4e vice-président
- Nadia Sminate (N-VA), secrétaire
- Sonja Claes (22.09.2014) remplace Kathleen Helsen (CD&V), secrétaire
- Kris Van Dijck (N-VA), secrétaire

## Liste par groupe politique au parlement

### Nieuw-Vlaamse Alliantie(42-1)
1. Björn Anseeuw
2. Vera Celis (23.7.14) remplace Liesbeth Homans[1]
3. Paul Cordy (nl) (26.9.16) remplace Jan Hofkens (23.7.14) remplace [2] Philippe Muyters[1]
4. Cathy Coudyser
5. Koen Daniëls (17-6-2014) remplace Lieven Dehandschutter
6. [2] Piet De Bruyn ( jusqu'au 11.01.19)
7. Ingeborg De Meulemeester
8. Annick De Ridder ( jusqu'au 11.01.19)
9. Matthias Diependaele, chef de groupe
10. Jelle Engelbosch
11. (11.01.19) Danielle Godderies-T'Jonck
12. [2]Andries Gryffroy
13. Marc Hendrickx
14. Lies Jans
15. Sofie Joosen
16. Kathleen Krekels
17. Jos Lantmeeters
18. Bert Maertens (23.7.2014) remplace [2] Geert Bourgeois[1]
19. Lieve Maes
20. Marius Meremans
21. Elke Wouters (nl) remplace (5.12.2018) Bart Nevens
22. Lorin Parys
23. Peter Persyn (23.7.14) remplace [2] Ben Weyts[1]
24. Jan Peumans
25. Axel Ronse
26. Willy Segers
27. Elke Sleurs[3] ( jusqu'au 7.11.14)  remplacé par Caroline Croo (15.10.2014-24.2.2017)
28. (11.01.19) Nadia Sminate
29. Ludo Van Campenhout
30. Wilfried Vandaele ( jusqu'au 11.01.19)
31. Tine Van der Vloet
32. Kris Van Dijck
33. (7.11.2014)Miranda Van Eetvelde
34. [2] (25.7.14) Jan Van Esbroeck
35. Karl Vanlouwe
36. Paul Van Miert
37. Karim Van Overmeire
38. Manuela Van Werde
39. Sabine Vermeulen
40. (11.01.19)Peter Wouters
41. Herman Wynants

### Christen-Democratisch en Vlaams(27)
1. Robrecht Bothuyne
2. Karin Brouwers
3. Lode Ceyssens
4. An Christiaens (25.7.14) remplace Jo Vandeurzen[1]
5. Sonja Claes
6. Griet Coppé
7. Sabine de Bethune
8. Dirk de Kort
9. Jos De Meyer
10. Joke Schauvliege (remplacée[1] (25.7.14-6.2.19) par Jenne De Potter)
11. Bart Dochy
12. Michel Doomst
13. Jan Durnez (25.7.14) remplace Hilde Crevits[1]
14. Martine Fournier
15. Cindy Franssen ( jusque 5.7.17)
16. Jamila Hamddan Lachkar (nl) remplace (5.12.2018) Kathleen Helsen
17. Vera Jans
18. Ward Kennes
19. Katrien Partyka
20. Katrien Schryvers (15.10.2014) remplace Kris Peeters[3]
21. Joris Poschet (25.7.14) remplace [4] Bianca Debaets[1]
22. Tinne Rombouts
23. (22.2.19) Valerie Taeldeman
24. Maurice Helsen (nl) remplace (6.2.2019) remplace Koen Van der Heuvel[1]
25. Orry Van de Wauwer (5.07.17) remplace Caroline Bastiaens
26. Peter Van Rompuy, chef de groupe ( jusque 22.2.19)
27. Johan Verstreken

### Open Vlaamse Liberalen en Democraten(19)
1. (9.10.18) Lionel Bajart
2. Franc Bogovic (nl) (24.9.18) remplace  Ann Brusseel
3. Rik Daems
4. Sas van Rouveroij remplace (9.1.19) Mathias De Clercq (bourgmestre de Gand)
5. Herman De Croo
6. Jean-Jacques De Gucht ( jusque 11.1.19)
7. Marnic De Meulemeester
8. Jo De Ro
9. Gwenny De Vroe
10. Marino Keulen
11. Laurence Libert remplace (9.1.19) Lydia Peeters[3]
12. (11.1.19) Freya Saeys
13. (22.2.19) Willem-Frederik Schiltz
14. Bart Somers, chef de groupe
15. Martine Taelman ( jusque 22.2.19)
16. Emmily Talpe (15.10.2014) remplace Bart Tommelein[3]
17. Francesco Vanderjeugd
18. Mercedes Van Volcem
19. Daniëlle Vanwesenbeeck (nl) (25.1.17) remplace Gwendolyn Rutten

### SP.a(18)
1. (22.4.16) Rob Beenders
2. Jan Bertels
3. Kurt De Loor
4. Caroline Gennez
5. Michèle Hostekint
6. Yamila Idrissi
7. Yasmine Kherbache
8. Renaat Landuyt
9. Bert Moyaers (2.3.2016) remplace  Ingrid Lieten[5]
10. Els Robeyns
11. Katia Segers
12. Tine Soens
13. Bruno Tobback
14. Güler Turan
15. Steve Vandenberghe (jusqu'au 22.09.2014 et àpd 24.6.2015) remplace John Crombez, chef de groupe[3]
16. Freya Van den Bossche
17. Joris Vandenbroucke remplace Daniël Termont
18. Bart Van Malderen (chef de groupe jusqu'au 21.09.2014)

### Groen(9)
1. Imade Annouri
2. Bart Caron
3. Johan Danen
4. Elisabeth Meuleman
5. An Moerenhout
6. Ingrid Pira
7. Björn Rzoska, chef de groupe
8. Wouter Van Besien ( jusque 18.11.16)
9. Elke Van den Brandt

### Vlaams Belang(6)
1. Ortwin Depoortere (28.9.2015) remplace Barbara Bonte
2. Guy D'haeseleer
3. Chris Janssens , chef de groupe
4. Stefaan Sintobin
5. Anke Van dermeersch
6. Tom Van Grieken

### Union des Francophones(1)
1. Christian Van Eyken

### Indépendants (3)
1. Grete Remen (ex-NVA)
2. Hermes Sanctorum-Vandevoorde[6] (ex-)
3. Ann Soete

## Commissions
- Commission pour le Financement alternatif des investissements publics : Rik Daems (OpenVLD)
- Commission pour la Lutte contre la radicalisation violente : Nadia Sminate (N-VA)
- Commission pour le suivi de la politique climatique : Jan Peumans (N-VA)
- Commission pour la Politique générale, les Finances et le Budget : Paul Van Miert (N-VA)
- Commission pour les affaires administratives, l'administration intérieure, l'Éducation civique et la politique de la Ville : Mercedes Van Volcem (OpenVLD)
- Commission pour Bruxelles et la périphérie flamande : Katia Segers (Sp.a)
- Commission pour la politique étrangère, les affaires européennes, la coopération internationale, le Tourisme et le Patrimoine immobilier : Rik Daems (OpenVLD)
- Commission de la Culture, de la Jeunesse, des Sports et des Médias : Bart Caron (Groen)
- Commission de l'Économie, de l'Emploi, l'Économie sociale, l'Innovation et la politique scientifique : Jos Lantmeeters (N-VA)
- Commission de l'Agriculture, de la Pêche et de la politique rurale : Jos De Meyer (CD&V)
- Commission de l'Environnement, la Nature, l'Aménagement du Territoire, l'Énergie et le Bien-être animal : Tinne Rombouts (CD&V)
- Commission de la Mobilité et des Travaux publics : Lies Jans (N-VA)
- Commission de l'Enseignement : Jan Durnez (CD&V)
- Commission du Bien-être, de la Santé publique et de la Famille : Bert Moyaers (Sp.a)
- Commission du Logement, de la lutte contre la pauvreté et de l'Égalité des Chances : Lorin Parys (N-VA)
- Commission du Règlement et de la Coopération : Jan Peumans (N-VA)
- Commission déontologique : Jan Peumans (N-VA)
- Commission de Contrôle des communications gouvernementales : Bart Somers (OpenVLD)
- Commission flamande de contrôle des dépenses électorales : Andries Gryffroy (N-VA)
- Commission flamande de suivi des déclarations de patrimoine et de mandats : Ward Kennes (CD&V)
- Commission des poursuites : Jan Peumans (N-VA)
- Commission mixte de concertation des Parlements bruxellois et flamand : Jan Peumans (N-VA)
- Commission mixte de concertation du Parlement de la communauté française et du parlement flamand : Jan Peumans (N-VA)
- Commission concernant le comportement transfrontalier (du sport) : Katrien Schryvers (CD&V)
- Commission Interparlementaire de l'Union linguistique néerlandaise : Wilfried Vandaele (N-VA)
- Conseil consultatif Interparlementaire du Benelux : Jan Bertels (Sp.a)
- Commission ad hoc : Jan Peumans (N-VA)